# Lobsang Jigme Thubten Chökyi Nyima
Lobsang Jigme Thubten Chökyi Nyima (tibétain : བློ་བཟང་འཇིགས་མེད་ཐུབ་བསྟན་ཆོས་ཀྱི་ཉི་མ་, Wylie : blo bzang 'jigs med thub bstan chos kyi nyi ma), né en 1948 dans le xian de Gangca (Kangtsha), province de Qinghai, est le sixième Jamyang Zhaypa, Rinpoché, considéré comme réincarnation de Lobzang Jamyang Yeshe Tenpai Gyeltsen (1916-1947).
Durant la révolution culturelle, il est contraint de renoncer à ses vœux de moine et à se marier. 
Il est vice-président de l'Association bouddhiste de Chine et, depuis 2003, directeur de l'Académie chinoise d'études bouddhistes supérieures de la langue tibétaine (de) fondée en 1987 par le dixième panchen-lama, Choekyi Gyaltsen.